# Contea di Yunxiao
La contea di Yunxiao (云霄县S, Yúnxiāo XiànP) è una contea della Cina, situata nella provincia del Fujian.